# Глушица (Липецкая область)
Глуши́ца — деревня Волчанского сельсовета Елецкого района Липецкой области.

## Название
Название — по речке.

## История
В документах 1778 г. отмечается сельцо Глушица около р. Глушицы. На территории деревни и близ неё найдены следы поселения человека, жившего здесь более трех тысяч лет назад, в эпоху бронзы.

## Население
По данным всероссийской переписи за 2010 год население деревни составляет 2 человека.